# NGC 2954
NGC 2954 est une galaxie lenticulaire située dans la constellation du Lion. NGC 2954 a été découvert par l'astronome britannique John Herschel en 1836.

## Caractéristiques
Sa vitesse par rapport au fond diffus cosmologique est de 4 131 ± 22 km/s, ce qui correspond à une distance de Hubble de 60,9 ± 4,3 Mpc (∼199 millions d'al).
À ce jour, deux mesures non basées sur le décalage vers le rouge (redshift) donnent une distance de 55,850 ± 13,223 Mpc (∼182 millions d'al), ce qui est à l'intérieur des valeurs de la distance de Hubble. Notons cependant que c'est avec la valeur moyenne des mesures indépendantes, lorsqu'elles existent, que la base de données NASA/IPAC calcule le diamètre d'une galaxie et qu'en conséquence le diamètre de NGC 2954 pourrait être d'environ 30,1 kpc (∼98 200 al) si on utilisait la distance de Hubble pour le calculer.
NGC 2954 est une galaxie du champ, c'est-à-dire qu'elle n'appartient pas à un amas ou un groupe et qu'elle est donc gravitationnellement isolée. C'est aussi une galaxie LINER, c'est-à-dire une galaxie dont le noyau présente un spectre d'émission caractérisé par de larges raies d'atomes faiblement ionisés.

## Supernova
La supernova SN 1993C a été découverte dans NGC 2954 le 27 janvier  par l'astronome français Christian Pollas de l'observatoire de la Côte d'Azur. Cette supernova était de type Ia.